# Ritul bizantin

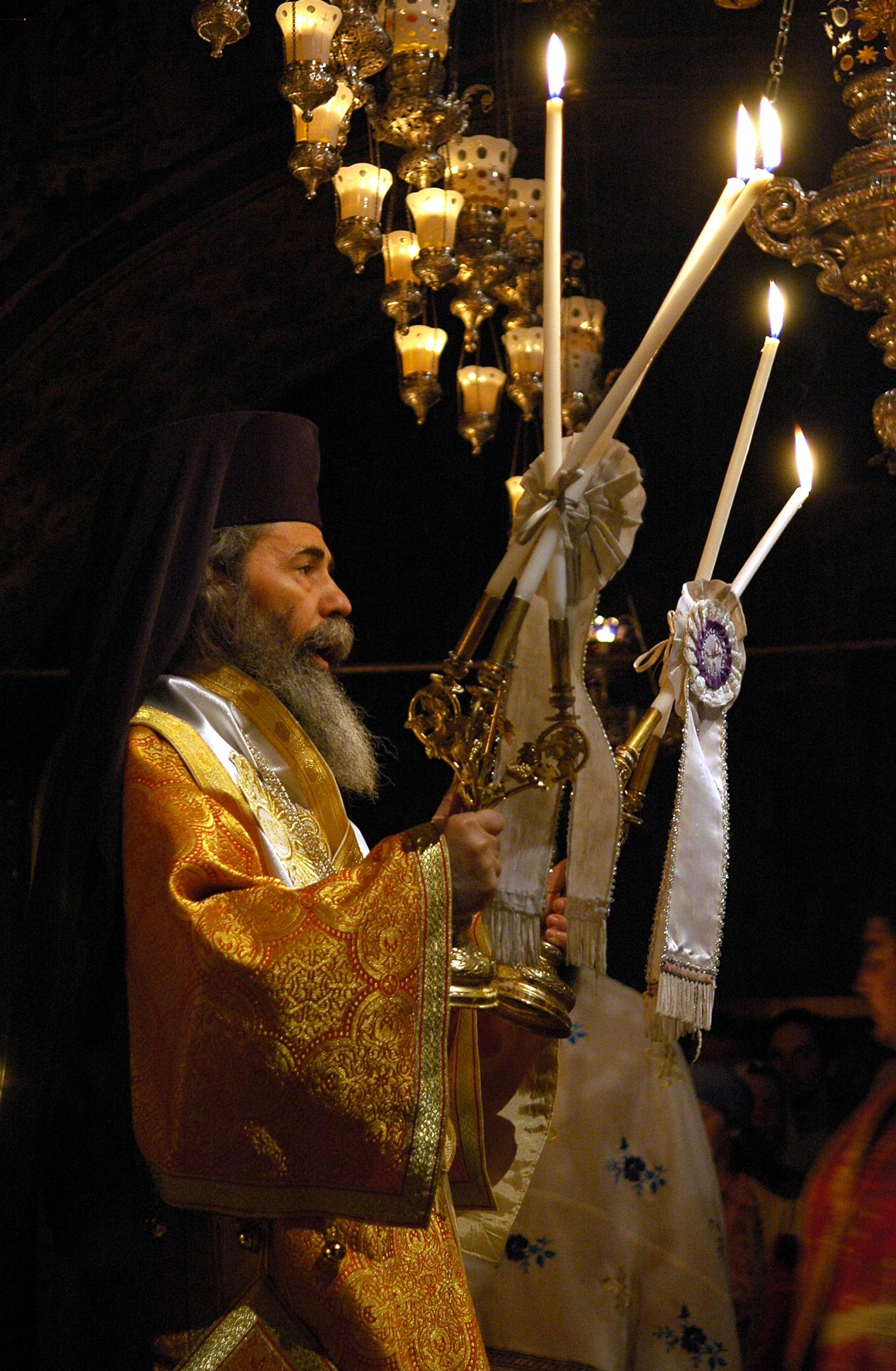
Arhiereu cu tricher (τριϰέριον) și dicher (διϰέριον)

Ritul bizantin este un rit creștin-oriental, întrebuințat de Bisericile ortodoxe și de Bisericile greco-catolice.
Împreună cu ritul armean, ritul bizantin formează grupul riturilor capadociene, făcând parte din marea ramură de origine siriacă. Potrivit altei împărțiri, ritul bizantin formează, împreună cu ritul latin, grupul riturilor imperiale.
În ciuda aparențelor, riturile cele mai apropiate de ritul bizantin sunt cel latin și cel armean.
Ritul bizantin se împarte, la rândul lui, în mai multe forme, dintre care cele mai importante sunt: forma grecească, slavă, melkită. Pe lângă acestea trei, majoritatea liturgiștilor francofoni recunosc și forma românească drept distinctă. Cât despre forma slavă, liturgiștii de mai demult recunoșteau două forme distincte: cea rusească și cea ruteană. În a doua parte a secolului al XX-lea, ia naștere încă o formă slavă distinctă, numită ritul paleobizantin.

## Istoric
Ritul bizantin are două origini: una monahală și una catedrală. Mai concret, ritul bizantin s-a format prin contopirea a două rituri vechi, și anume: ritul monahal palestinian și ritul catedral (sau de enorie) constantinopolitan. Delicatețea și amănunțimea ceremoniilor rituale vin de obicei de la Constantinopol, pe când rubricile (tipicul, însemnările cu roșu) de obicei își au originea în Palestina.
Ritul bizantin cunoaște trei etape; după unii liturgiști moderni, o a patra etapă e în curs de desfășurare:
i. sec. IV – 787 d.Hr.  
ii. 787 – sec. XIX
iii. sec. XIX – ± 1965 
iv. ± 1965 – prezent

### I) sec. IV – 787
Ritul bizantin se formează prin împrumutul de rugăciuni de la Cappadocia, apoi prin călugării palestinieni care vin la Constantinopol. Se abandonează liturghia locală, și se ia textul liturghiei capadociene a sfântului Vasile cel Mare, căruia i se adauge părți festive copiate după ceremoniile imperiale.
O dată cu relațiile diplomatice între curțile de la Constantinopol și Roma, cele două rituri se influențează reciproc, îndeosebi datorită sfântului Grigore cel Mare (Dialogul), arhidiacon roman delegat la Constantinopol și care mai târziu devine papă al Romei.

### II) 787 – sec. XIX

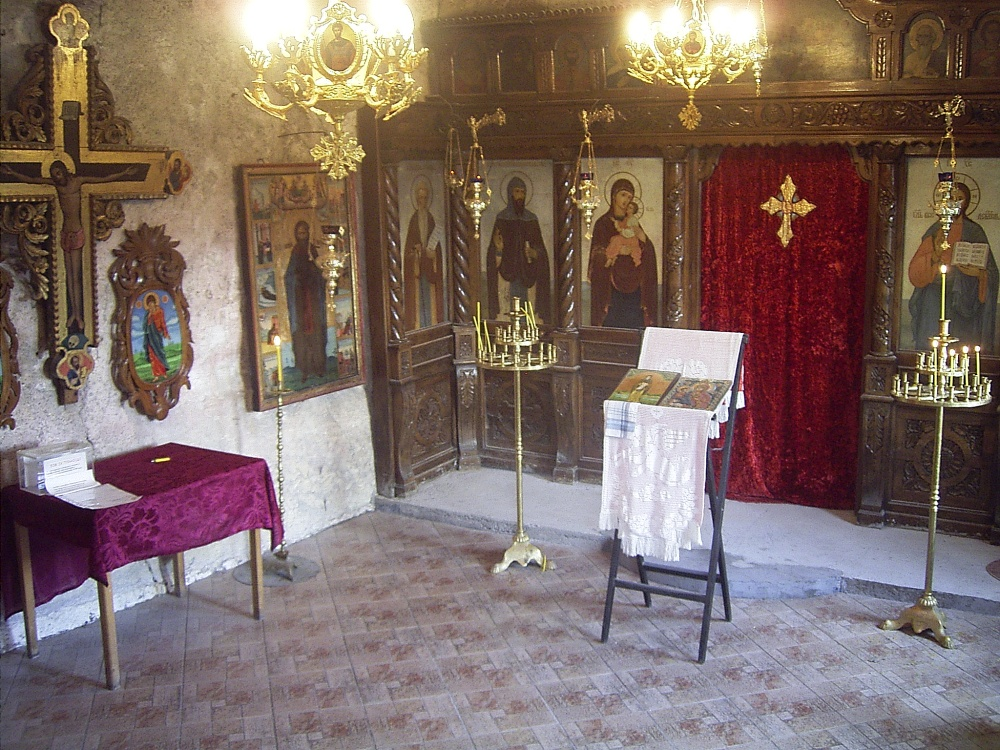
Apariția iconostasului: trecerea într-o nouă perioadă a formării ritului bizantin.

În 787 se încheie sinodul ecumenic al VII-lea (al II-lea constantinopolitan), care condamnă iconoclasmul și autorizează folosirea icoanelor în cult. Astfel, începând cu orașul Constantinopol, presbiteriul se departe definitiv de navă, pentru că între cele două se va pune un zid de icoane, numit iconostas.
Mănăstirea Studion, întemeiată de sfântul Teodor Studitul crește în importanță și pune pe picioare ceea ce numim Tipicul sfântului Savva. Astfel din ritul bizantin vor dispărea multe ceremonii și ritualuri legate de tainele de inițiere. 
Tot în acest timp, o importantă reformă va avea loc cu privire la textul Liturghiei. Liturghia sfântului Vasile va continua să fie folosită, însă doar de zece ori pe an. În rest, se va păstra schema acesteia, căreia i se va alipi o anaforă veche, găsită în podul unei mănăstiri din Antiohia, și care a fost copiată de un anumit preot cu numele de Ioan. Datorită obiceiului pseudoepigrafic la modă în acea vreme, această anaforă a primit titlul unui alt Ioan, și anume a sfântului Ioan Chrisostom, care fusese arhiepiscop la Constantinopol. 
Tot sub influență latină, rugăciunile de la Liturghie se vor citi "în taină". 
Scade numărul laicilor care se împărtășesc. În locul a cinci pâini mari din vechime, se folosește la Liturghie doar un agneț, cub mic decupat dintr-o pâine. Pentru a copia ostiile din ritul latin, se vor introduce miridele, bucățele sau firimituri. Credincioșii nu vor mai putea primi pâinea euharistică pe palme, nici bea din potir, ci cuminecarea laicilor se va face cu lingurița. 
Sfântul Ioan din Damasc ia octoihul sirian occidental și-l prescurtează. Această formă va deveni octoihul bizantin duminical. Mai târziu acest octoih bizantin va fi completat, pentru a avea cântări și pentru celelalte zile ale săptămânii. Datorită numărului mare de martiri cunoscuți și a numărului tot mai crescând de călugări venerați (cuvioși, se ajunge la a prăznui sfinții în fiecare zi a anului, și așa ia naștere mineiul.
Alături de păresimi se vor introduce încă trei posturi mai lungi, după influența latină: postul Crăciunului, al sfinților apostoli și al adormirii Maicii Domnului. Disputele legate de isihasm vor introduce în ritul bizantin mai multe devoțiuni monahale, excluzând inițierea creștină legată de catehumenat.
Convertirea slavilor și preluarea ritului bizantin de către ei marchează o etapă importantă în istoria ritului bizantin. De asemenea preluarea ritului bizantin de către melkiți va marca un alt pas important.Deocamdată limbile greacă și slavonă sunt singurele limbi liturgice. 
Marea Schismă face ca riturile bizantin și latin să se îndepărteze, în mod voit, tot mai mult unul de celălalt. Unele Biserici locale ortodoxe se unesc cu Roma, ceea ce marchează începutut latinizărilor. Dar aceste uniri au și un punct pozitiv important în liturgică: limbile arabă, română și ucraineană devin limbi liturgice. Aceasta va permite o emancipare locală a ritului.

### III) sec. XIX – ± 1965
Au loc anumite treziri spirituale, îndeosebi în lumea slavă, prin figuri de seama sfântului Serafim de Sarov. Acestei spiritualități i se cuvenea o trezire liturgică. Astfel unele figuri, precum sfântul Ioan de Kronstadt fac ca ritul bizantin să poată reveni spre origini. Această tendință nu va fi bine primită peste tot. 
În același timp, Mănăstirea Chevetogne va face ca marile figuri din Apus să se intereseze de Răsărit. Activitatea preacuviosului Lambert Bauduin va iniția la nivel mondial mișcarea ecumenică, ceea ce va permite și ortodocșilor din Răsărit să cunoască izvoare liturgice și patrologice vechi, pentru a reveni la origini.
Instaurarea regimului comunist în estul și centrul Europei a făcut ca între anii 1945 și 1948 o mare parte a bisericilor locale greco-catolice, biserici răsăritene unite cu Roma, să fie interzise de către autoriățile nou instalate, iar credincioșii și patrimoniul ecleziastic fiind preluat de către bisericile ortodoxe locale. Astfel anumite spiritualități și obiceiuri liturgice locale vor fi cunoscute de o masă mai mare de liturgiști și de un ansamblu bisericesc mai mare.

### IV) ± 1965 – prezent
Revenirea la origini a fascinat mult perioada a III-a. De aceea anumite comunități ortodoxe de rit bizantin din Occident au fost mult marcate de reforma liturgică petrecută în Biserica Latină datorită Conciliului Vatican II. Astfel multe comunități ortodoxe din Apus au regăsit elemente vechi ale ritului: cuminecarea deasă (în fiecare duminică sau zilnic), împărtășirea fără linguriță, cântarea întregii liturghii cu voce tare, privegherea pascală veche, săvârșirea botezului și mirului sau a cununiei în cadrul liturghiei etc.
În același timp Conciliul Vatican II îndeamnă bisericile catolice răsăritene să revină la originile lor, atât cât este cu putință, dar sarcina aceasta revine soborului ierarhilor locali în parte.

## Euharistie
Vezi și articolul principal: Liturghia bizantină.
Ca orice euharistie validă, cea a ritului bizantin are cele două părți: liturghia cuvântului (sau a catehumenilor) și liturghia altarului (sau a credincioșilor). Pe lângă acestea două, ritul bizantin - ca cel armean - are și proscomidia sau proteza, ce corespunde ofertoriului din alte rituri. Totuși, în zilele noastre, proscomidia se face înainte de liturghia cuvântului.

### Liturghia cuvântului
Un lucru specific, ritul bizantin e cel mai sărac în citiri. Astfel, euharistia bizantină are doar două citiri: un apostol și o evanghelie. Excepție fac liturghiile privegherilor, când se fac și citiri din Primul Legământ.
Liturghia cuvântului are următoarele elemente:
- Tămâierea altarului și a bisericii
- Chemarea Duhului Sfânt ("Împărate ceresc") de către preotul slujitor
- Binecuvântarea trinitară
- Ectenia Mare (sinapta irenică)
- Trei antifoane cu trei sinapte: Ectenie Mică + rugăciune obștească
- Procesiune de intrare ("intrarea mică") cu evangheliarul
- Aclamare + troparele zilei (facultativ)
- Rugăciunea Trisanghionului + Trisagiu ("Sfinte Dumnezeule")
- Prochimen (scurt psalm de răspuns)
- Apostol
- Aliluia
- Evanghelie
- Predică
- Ectenia stăruitoare

### Proscomidia

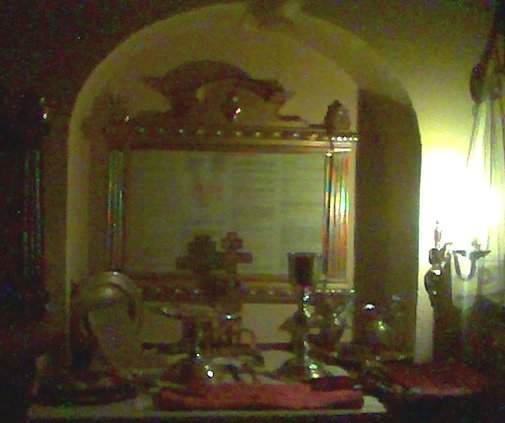
Proteza, în timpul nopții

Articol principal: Proscomidia bizantină.
Pregătirea și punerea înainte (ofertoriul) a darurilor se îndeplinește la o măsuță laterală – adesea scobită în perete – ce se cheamă proscomidiar. Tradițional, pregătirea darurilor – numită proscomidie sau proteză – este făcută de către diacon, urmând ca preotul să citească doar rugăciunea punerii înainte. Această datină e încă în vigoare la Ierusalim. Obișnuința slavă a făcut ca toată proscomidia să fie făcută de preot. Proteza simbolizează de obicei ieslea în care ar fi fost culcat Iisus, după naștere. 

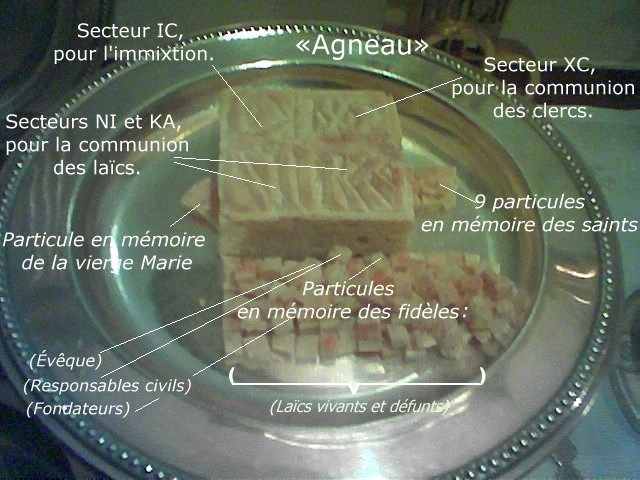
Patenă bizantină (cu explicații în limba franceză)

Înainte de secolul al IX-lea, când se cuminecau toți credicioșii, se pregătea toată pâinea liturgică (prescura), fără a fi tăiată, apoi se turna în potir vinul și apa. Mai târziu s-a ajuns ca să fie tăiat doar agnețul, un cub extras din prescură, care ajungea pentru cuminecarea clerului. Sub influența «ostiilor» din ritul latin, pentru cuminecarea credincioșilor s-a început a se tăia din prescură alte părticele separate, ceea ce contrazicea conceptul de «o unică pâine și un potir unic». Astfel, începând cu secolul al XVII-lea, aceste părticele suplimentare nu au, decât o valoare simbolică. Ele se taie întru pomenirea alor personaje, dar ele nu sunt oferite și sfințite, decât la ruteni. Pe alocurea, mlekiții încă decupează alte părticele pentru cuminecarea credincioșilor, iar aceste părticele se pun pe un alt disc. Totuși, s-a dezvoltat un simbolism al discului, încât el este icoana întregii Biserici. Agnețul («mielușelul») îl închipuie pe Iisus; la dreapta lui stă părticica ce o închipuie pe Fecioara Maria; la stânga sunt părticelele sfinților; iar în fața agnețului sunt părticelele pentru cei vii și pentru cei morți. La slavi, dintre aceste ultime părticele, trei sunt mai mari decât celelalte, reprezentând autoritățile.
Ceremonia proscomidiei (protezei) începe prin troparul Vinerii Mari. Apoi slujitorul decupează agnețul din prescură, rostind versete din cartea Isaia, capitulul 53. Apoi varsă vin și apă în potir, rostind versetul de la Ioan 19:34. Apoi decupează o părticică piramidală în cinstea Mariei, și nouă alte părticele în cinstea sfinților, după nouă categorii. În cele din urmă taie bucățelele în cinstea viilor și morților. Peste disc este așezat asteriscul: două semicercuri metalice încrucișate. Se pune un văl peste disc, apoi un văl (sau două) peste potir, și unul peste ambele. Preotul rostește rugăciunea punerii înainte (sau a oferirii), binecuvântând și tămâind darurile.

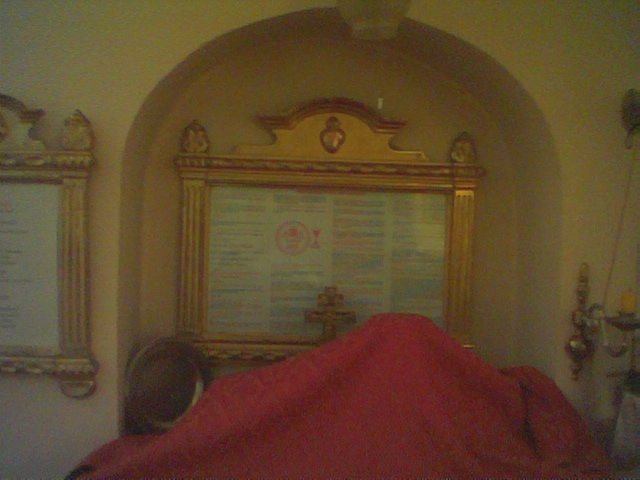
Proteza acoperită

Ceea ce rămâne din prescura decupată se taie în bucăți (numite anafură ori antidoron sau eulogii), ce urmează a fi împărțite credincioșilor ce nu se cuminecă. Slavii folosesc cinci prescuri, iar grecii doar una. 
Agnețul are patru părți: IC («Iisus») – XC («Christos») – NI – KA (în greacă nika= «învinge»). La frângerea pâinii, înainte de cuminecare, părticica IC va fi pusă în potir. Pentru a nu aglomera potirul, liturgiștii contemporani nu pun în potir decât o firimitură smulsă din părticica IC. Părticica XC va fi tiată în atâtea bucăți câți clerici, și cu aceasta se vor cumineca clericii. Părticelele NI-KA vor fi tăiate în mai multe bucățele, pentru cuminecarea credincioșilor.

### Liturghia euharistică

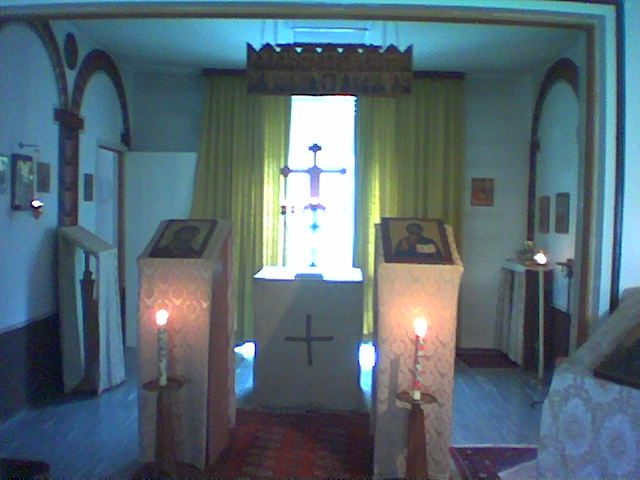
Sfânta masă, în ritul bizantin.

Ceea ce e specific în ritul bizantin: crezul se rostește între aducerea darurilor și anaforă; ofertoriul a fost deja făcut la proscomidie, deci darurile se pun pur și simplu pe antimis, în amintirea punerii lui Iisus în mormânt.
Părțile liturghiei altarului:
- Două sinapte
- Heruvicul
  - Cântarea heruvicului
  - Rugăciune personală de umilință a preotului (facultativă)
  - Tămâierea navei
  - Procesiunea cu darurile ("intrarea mare") și punerea lor pe altar
  - Spălarea mâinilor slujitorului
- Sinaptă cu rugăciunea peste daruri
- Sărutarea păcii
- Simbolul niceno-constantinopolitan (crezul)
- Anafora
  - Dialog introductiv
  - Începutul marii rugăciuni a sfintei jertfe
  - Imnul "Sfânt sfânt"
  - Continuarea marii rugăciuni a sfintei jertfe
  - Instituirea („Luați, mâncați... Beți dintru acesta toți...”)
  - Anamneza (cu înălțarea potirului și discului)
  - Epicleza
  - Dipticele
- Ectenia cererilor cu rugăciune pregătitoare pentru cuminecare
- Rugăciunea domnească („Tatăl nostru”)
- Plecarea capetelor cu alte două rugăciuni pregătitoare pentru cuminecare
- Înălțarea potirului și a discului ("Sfintele sfinților")
- Frângerea pâinii
- Cuminecarea clerului
- Cuminecarea credincioșilor
- Binecuvântare cu spițele euharistice
- Două imnuri de mulțumire
- Consumarea a ceea ce rămâne din spițele euharistice, la masa protezei
- Rugăciunea amvonului
- Psalmul 33
- Binecuvântarea finală și trimiterea

## Materia și forma tainelor

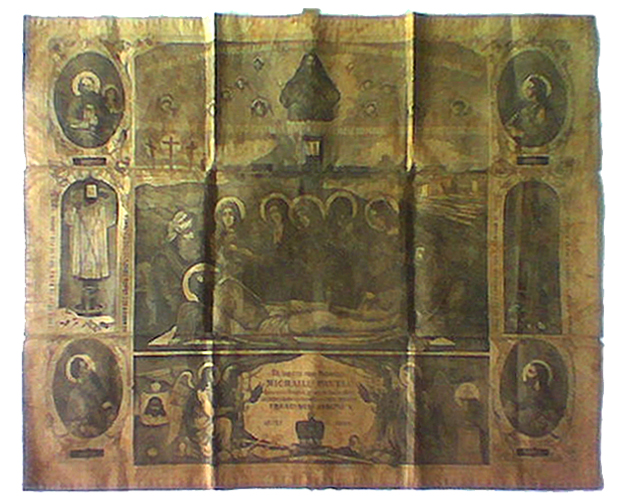
Antimis.

Pentru botez, se uleiul catehumenal se aplică înainte de botezul propriu-zis. Canonic, botezul bizantin (și nu numai) se face prin scufundare, dar în Ardeal se face de obicei prin vărsare. Botezul este urmat de mirungere.
Mirul se face din 38 de plante, și se sfințește de către toți episcopii unei biserici autocefale.
Ritul bizantin folosește pentru liturghie pâine dospită și sărată; cât despre potir, se folosește vin amestecat cu apă, dar apă caldă (ζεόν) se toarnă înainte de cuminecare, obicei de susbtituire a practicii medievale de a fi încălzit potirul pe o găleată de cărbuni aprinși.
Liturghia euharistică se face pe masa euharistică (altarul sau „sfânta masă”), pe care se trebuie să se afle antimisul desfăcut.
Pentru spovadă se folosesc două formule: la greci se folosește o formulă al cărei conținut insistă pe puterea lui Dumnezeu de a ierta păcatele, datorită lui Iisus Christos. Conținutul teologic al acesteia se acordă cu aproape celelalte rituri răsăritene și cu ritul latin actual. Din contră, la slavi (și la români) se folosește o formulă compusă de mitropolitul Petru Movilă, al cărei conținut e foarte asemănător rugăciunii din ritul tridentin.
La cununie se întrebuințează cununi de aramă, ce se pun pe capul mirilor.
Hirotonirea este singura taină ce se săvârșește în cadrul euharistiei. Hirotonia episcopului se face după trisagiu, a preotului se face înainte de anaforă, a diaconului se face la sfârșitul anaforei. Hirotesia ipodiaconului se face între chemarea Sfântului Duh și binecuvântarea trinitară de la începutul euharistiei. Alte hirotesii se fac independent de euharistie.
În ritul bizantin, maslul se face cu mai mulți preoți, de preferință șapte, iar uleiul se binecuvintează de șapte ori, chiar dacă sunt preoți mai puțini. Uleiul poate fi de orice plante. După rubricile vechi, uleiul trebuie să ardă într-o candelă în timpul maslului, și să nu se conserve după aceea, ci să ardă. După rubricile mai noi, uleiul de maslu nu arde în timpul tainei, ci se recuperează, pentru a fi întrebuințat în hrana bolnavului.

## Diversificare

### Ritul grecesc
Teoretic ritul bizantin grecesc ar trebui să fie cel standard, dar se pare că și acela a cunoscut câteva evoluțiuni.
Prima este de ordin imnic. La utrenie, evanghelia învierii se citește doar înainte de cântarea IX. De asemenea, în ziua de astăzi mineiurile grecești au tropare proprii pentru aproape fiecare sfânt. De asemenea sfinții occidentali au fost reabilitați, încât mineiul grecesc este destul de universal.
În cadrul euharistiei, grecii au o modă tridentină de ordin practic: după citirea evangheliei se trece direct la heruvic, iar ecteniile – toate – sunt omise.
Ritul bizantin grecesc se mai deosebește prin liturgica postului mare. În fiecare vineri seara, la dupăcinar, se cântă o parte din imnul Acatist (numit la slavi "Acatistul Bunei Vestiri").

### Ritul slav

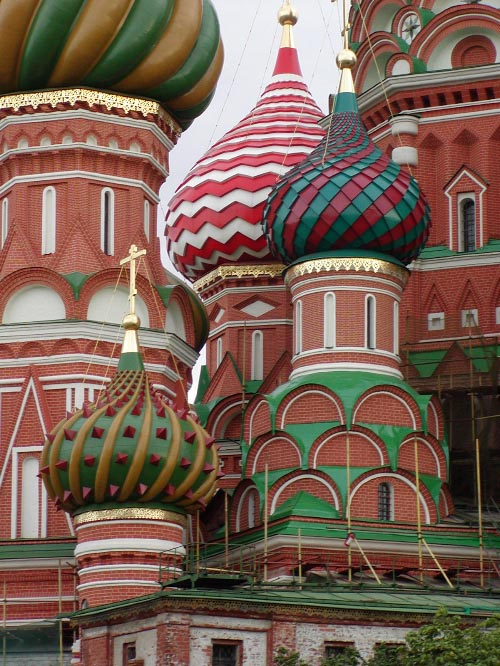
Fotografie făcută de aproape a catedralei Sfântului Vasile, de la Moscova

Ritul slav are o mare diferență atât în imne, cât și în liturgica practică, cu diferite implicațiuni teologice.
Din punct de vedere sacramental, anafora de la euharistie conține tropare împrumutate de la ora canonică a III-a, tropare ce fac epicleza incomodă. Adăugirea acestor tropare se datorează certurilor teologice medievale. De asemenea rugăciunea de dezlegare de la spovadă e foarte latinizată ceea ce pune probleme, îndeosebi din punct de vedere luteran, doctrinii mântuirii prin har.
Taina spovezii are texte mult diferite de cele din cărțile grecești. Mai întâi, rugăciunea de dezlegare e una târzie, compusă de Petru Movilă, dar derularea spovezii implică atât o mărturisire de credință și lepădare de erezii din partea penitentului, cât și un interogatoriu "foarte penibil" – după vorbele liturgistului Mercenier – din partea preotului.
O altă problemă se ridică în imnuri. Pentru unele sărbători – Adormirea Maicii Domnului, Sfinții Petru și Pavel, alte sărbători mariale – slavii n-au tradus oficiul grec, ci au compus oficii noi, chiar cu citiri noi.
O altă trăsătură slavă e adaosul psalmilor aleși și a pripelelor corespunzătoare, pentru polieleul utreniei sărbătorilor.
Slavii sunt destul de conservatori cu privire la ecteniile din cadrul slujbelor. Nimic nu poate fi omis. Totuși au disociat rugăciunile liturgice de ecfonisele (exlamațiunile, doxologiile) lor. Astfel rugăciunile la slavi nu se găsesc la capetele ecteniilor, ci suprapuse cu imnele corului, pe motiv de a nu pierde timpul.
Pe baza Acatistului imn bizantin adresat Fecioarei Maria, dar închinat întrupării lui Iisus Christos, slavii au compus glose, adică alte acatiste, mai întâi unul închinat lui Iisus Christos, iar altele închinate sfinților, Fecioarei Maria, șamd. Aceste acatiste nu acoperă în general o întreagă zi liturgică, ci conțin doar troparul, condacul și cele 24 de icoase.

### Ritul rutean
Rutenii au aceleași particularități ca și grecii, în general. Sunt caracterizați printr-un mare număr de latinizări, dintre care unele persistă până astăzi.

### Ritul melkit

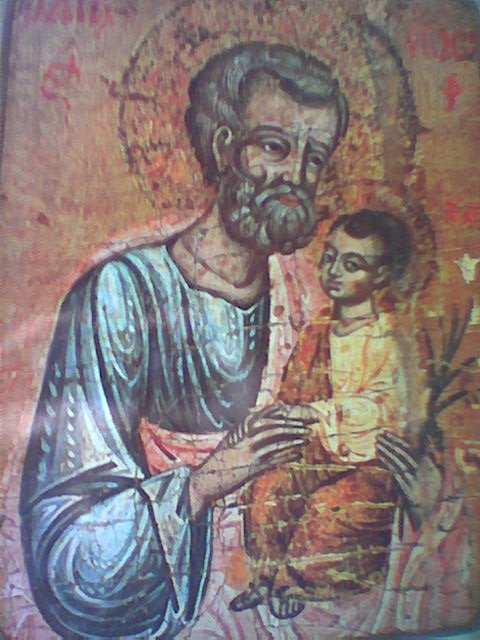
Sfântul Iosif cu Pruncul - icoană melkită

Melkiții foloseau inițial un rit siriac occidental. Când au adoptat ritul bizantin, l-au îmbogățit cu rămășițe vest-siriene, pe care le-au bizantinizat. De aceea această formă a ritului bizantin prezintă o formă pe de o parte exotică, pe de alta ecumenică.
La început, melkiții n-au primit prea bine rânduiala tipic bizantină a ajunului de dimineața până seara în păresimi, urmat de liturghia înaintesfințitelor. Drept aceea, melkiții au început a face liturghia zisă a sfântului Ioan, chiar și în zilele de peste săptămână ale postului mare. Pentru a face aceasta, au cercetat ce pasaje neotestamentare lipseau din evangheliar. Aceste pasaje au fost repartizate pentru zilele de peste săptămână din păresimi. Acest obicei a fost înlăturat treptat de către Mănăstirea Sfântului Ioan din Pustie de la Ierusalim, și s-a revenit la practica bizantină obișnuită.
Ritul melkit a adăugat și alte sărbători în calendar. Cea mai de seamă este o sărbătoare împărătească, "Joia trupului și sângelui Domnului" sau "Joia verde". Aceasta are trei zile de înainteprăznuire: luni, marți și miercuri după duminica tuturor sfinților. Urmează sărbătoarea, care se întropește (odovăiește) în duminica a doua după Rusalii, când oficiul învierii se împletește cu cel al Joii celei verzi.
În triod, melkiții n-au primit serbarea sfântului Grigore Palamas, ci au instituit o altă sărbătoare pe duminica a doua din păresimi: duminica sfintelor moaște. Triodul are oficiu propriu pentru sfintele moaște, iar la utrenie se face procesiune cu moaștele. Această serbare cade bine în a doua duminică a păresimilor, câtă vreme prima duminică e a icoanelor, iar a treia e a crucii.
De asemenea, duminica crucii e deosebit de festivă, iar în această duminică se sfințesc flori, ce se împart creștinilor. De aceea, pentru melkiți "Duminica florilor" se referă la aceasta a treia duminică din post, și nu la intrarea în Ierusalim.
Pentru Vinerea Mare la utrenie, melkiții au instituit scoaterea crucii, în timpul cântării antifoanelor. Acest obicei a fost importat și în Ardeal, în cadrul slujbei Prohodului Domnului, iar din Ardeal în toată România.
La baza acestor reforme au stat diferiți patriarhi melkiți, precum și preacuviosul Nicolae Sayegh, protoegumen al Mănăstirii Sfântului Ioan din Șueir (Orientul Mijlociu).
Ritul melkit are câteva merite și cu privire la celebrarea euharistiei. Mai întâi de toate, melkiții au scos lingurița de la cuminecare, iar cuminecarea se face prin îngingere. De asemenease folosesc mai multe agnețe dreptunghiulare.
Cât privește rugăciunile rostite de preot, ele se spun cu voce tare, și nu în taină. Sunt scoase ecteniile pentru catehumeni, precum și jumătate din ectenia peste daruri (între heruvic și sărutarea păcii), dar rămân celelalte. Răspunsul la ectenia după cuminecare este: "Mărire Ție, Doamne, mărire Ție", în loc de "Kyrie eleison". Mai există multe alte diferențe, toate legate de pompa liturgică.

### Ritul românesc

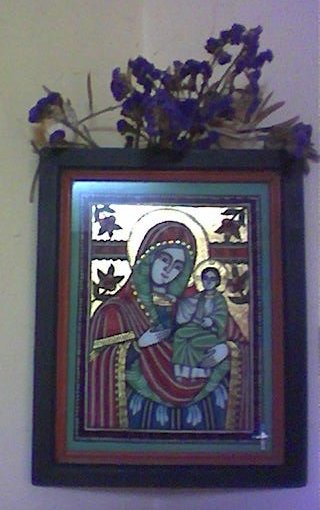
Icoană pe sticlă, semn distinctiv al ritului bizantin românesc.

Ritul bizantin, așa cum se face de către români, e o curioasă împletire a elementelor slave cu cele grecești, dar și cu influențe puternice melkite. În Ardeal, cu precădere înainte de 1990 – iar în prezent, încă în anumite parohii și mănăstiri regional-conservatoare – uzurile liturgice erau cu mult mai diferite, dar despre acestea vom trata în subcapitolul următor.
Cărțile de slujbă tipărite la București sau în Moldova sunt traduse din slavonă. Îndreptările de la o ediție la cealaltă se fac în acord cu anumite obiceiuri împământenite. Totuși, în ciuda textelor slave, glasurile – tonurile sau viersurile muzicale – cele bizantino-grecești sunt din ce în ce mai folosite (cunoscută ca muzica psaltică).
Pe lângă devoțiunile tipic slave, precum acatistele clasice, românii au și altele, precum Te Deum, împrumutat ritului latin, care la rândul său l-a împrumutat ritului galic. În mănăstirile românești s-au compus diferite acatiste, nu numai pentru sfinți locali, dar și pentru sfinți universali.
În ciuda particularității sale, ritul bizantin românesc n-are vreo formă unică a simbolului niceno-constantinopolitan sau a Rugăciunii domnești.

#### Ritul ardelean

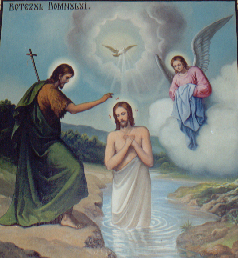
Pictura realistă, la modă în Ardeal.

Articol principal: Ritul bizantin din Ardeal
În general, ritul bizantin din Ardeal are:
- 7 particularități cu privire la anul liturgic;
- 6 particularități cu privire la împărtășirea Tainelor și la alte rânduieli liturgice;
- 3 particularități legate de cult;
- 2 neajunsuri.